# Operatie Sava
Operatie Sava (Duits: Unternehmen Sava) was de codenaam voor Duitse anti-partizanenacties in Joegoslavië in de regio Semberija. Het 27e Regiment van de 13. Waffen-Gebirgs-Division der SS Handschar (kroatische Nr. 1) wist op 15 maart 1944 de partizanen uit de regio te verdrijven en nam, nadat het de Savarivier bij Srijomska was overgestoken, de stad Bijeljina in.